# Lia Paulo
Lia Paulo, née le 15 avril 1975, est une joueuse angolaise de handball féminin. Elle fait partie de l'équipe d'Angola féminine de handball aux Jeux olympiques d'été de 1996 à Atlanta.

## Palmarès

### En équipe nationale
Jeux olympiques
- 7e place aux Jeux olympiques 1996